# 神力女超人1984
《神力女超人1984》（英語：Wonder Woman 1984，或簡稱）是一部2020年美國超級英雄電影，改編自DC漫畫旗下的同名角色。本片為DC擴展宇宙的第九部作品，以及2017年電影《神力女超人》的續集。由派蒂·珍金斯執導並與傑夫·強斯、大衛·卡拉漢共同撰寫劇本，蓋兒·加朵繼續飾演黛安娜·普林斯／神力女超人，其他演員包括克里斯·潘恩、克莉絲汀·薇格、佩德羅·帕斯卡、羅蘋·萊特以及康妮·尼爾森。故事設定於1980年代美國與蘇聯互相對抗的冷戰時期，「神力女超人」黛安娜·普林斯對上了两位全新劲敌——顶级掠食者豹女，以及掌控着能改变世界力量的神秘人麥斯威爾·洛德。
主要拍攝始於2018年6月初起在英國的華納兄弟利維斯登工作室、美國的華盛頓哥倫比亞特區和北維吉尼亞、西班牙的阿爾梅里亞、特內里費島及富埃特文圖拉島進行。
《神力女超人1984》由華納兄弟於2020年12月25日美國有限上映（含Real D 3D及IMAX 3D版本）並同步於HBO Max上發行一個月；海外國家仍在院線上映。電影在觀眾和影評間反應一般，普遍認為各方面都比前集遜色。此外，儘管電影超過《漢密爾頓》成為了2020年串流媒體觀看次數最高的電影，受限於疫情對票房的影響、口碑以及HBO Max的低訂閱量，本作仍在商業上取得重大失敗。

## 劇情
亞馬遜族公主黛安娜年幼時曾參與天堂島舉行的競技賽，與其他高齡選手共同競爭且保持領先，但在騎馬階段時不慎撞倒樹而跌落在地。眼看其他選手均超過她，黛安娜為了取勝不惜以走捷徑的方式重新騎上馬、全速奔向終點，卻在即將贏得比賽之際遭到安提奧佩制止而失去資格，同時被她斥責且教誨走捷徑屬於違規、亦是謊言，唯有真相是永恆不破。
1984年，黛安娜居於美國華盛頓特區，在史密森學會擔任人類學家，同時秘密以神力女超人的英雄身份打擊犯罪。新來博物館上任的地質學家兼神秘動物學家芭芭拉·米諾瓦，在工作上毫無存在感之下意外跟黛安娜成為無話不談的朋友，而芭芭拉同時對黛安娜心生羨慕。聯邦調查局向博物館送來一批遭竊的古物，集體來自黛安娜不久前制止的一場購物中心珠寶店搶案，因此委託芭芭拉幫忙勘驗。黛安娜和芭芭拉共同被贓物之中的一顆「許願石」吸引，上面刻有的拉丁文意為能實現觸碰者的一個願望。當芭芭拉許願能變得像黛安娜一樣時，突然在一夜之間變成具有強大力量的萬人迷；黛安娜同時許願能再見到已故愛人史提夫·崔佛，當她隔天出席史密森學會的晚宴時，意外遇見靈魂附身在另一名陌生男子身體上而“復活”的史提夫，讓這對分隔已久的情侶再次重聚。
石油商人麥斯威爾·洛德以極佳口才當上家喻戶曉的電視名人，然而一手創建的「黑金合作社」卻瀕臨破產，透過長期調查許願石的下落後決定以此翻盤。麥斯在宴會上靠接近芭芭拉而趁機偷走她辦公室中的許願石，随後許願與石頭合為一體，使他本身僅憑觸碰就讓任何人心想事成。東山再起的麥斯開始大張旗鼓地擴充勢力，來到埃及開羅從當地酋長手中取得石油擁有權以及軍力，然而也一步一步促成埃及乃至世界各國陷入動蕩局勢。黛安娜和史提夫發現許願石不單純，開飛機跟蹤麥斯至開羅後試圖阻攔，但黛安娜被其身邊軍隊的炮火擊傷而追丟，發現自己似乎開始失去力量。
黛安娜、史提夫和芭芭拉進一步查出許願石的來源，得知該石頭是由背叛、謊言、及萬惡之神多洛斯、又稱「欺詐公爵」所創造，實現願望的同時會奪走許願者的珍貴事物，曾連續導致瑪雅等多個文明滅亡，如今悲劇即將在現代重演，唯一恢復方法則是撤回所有已實現的願望或摧毀石頭。黛安娜和芭芭拉都不肯放棄各自的願望，然而代價卻是黛安娜開始失去神力、而芭芭拉則開始喪失人性。此時的麥斯已一手遮天、但身體卻日漸衰弱，他會見美國總統並實現他獲得更多核武以獨霸世界的願望，讓自己獲得授權使用一部全球廣播衛星。麥斯意圖藉此實現全世界人類的願望，同時吸取全人類的生命力來恢復健康。黛安娜和史提夫及時趕到白宮阻止他，然而不肯放棄力量的芭芭拉選擇與麥斯為伍，靠自身力量擊退黛安娜後，跟隨麥斯搭乘海軍陸戰隊一號前往衛星站。
史提夫意識到自己的存在會使黛安娜無力戰鬥，因此說服她對自己放手、表示自己已過完精彩的一生。黛安娜忍痛跟史提夫吻別後放棄願望，恢復神力的同時還獲得飛行能力，並換上傳奇亞馬遜戰士阿絲特莉亞遺留的黃金盔甲飛至衛星站。此時芭芭拉再次許願成為“頂級掠食者”，不但外表轉變為獵豹形態，力量和速度也大幅提升。黛安娜盡全力將芭芭拉拖入水中，並用高壓電將她電昏，然而麥斯開始靠全球直播兌現所有觀眾的願望，使全世界陷入混亂無序，美國與蘇聯甚至逐漸形成同歸於盡的局面。就在人類文明瀕臨滅亡之際，黛安娜用真言套索套住麥斯，同時透過他對全世界進行勸說，告訴大家不切實際的願望等同招致毀滅的謊言。麥斯回想起自己的悲慘童年和白手起家的經歷，最後看到自己年幼的兒子也將遭核武波及時，才終於悔悟撤回願望。
痛改前非的麥斯和兒子團聚並認錯，芭芭拉也恢復人形，所有願望撤回後全世界也重歸安定。聖誕節時，黛安娜在街上重遇史提夫所附身的男子，他表示世界上的美好數不勝數，深感認同的黛安娜也決定履行對史提夫的承諾，開始接觸外面的世界。而黛安娜長期尋找的傳奇戰士阿絲特莉亞，當時依然以人類的身份生活在某處。

## 演員
- 蓋兒·加朵飾演黛安娜·普林斯／神力女超人：眾神之王宙斯（英语：Zeus (DC Comics)）與希波呂忒的女兒，來自天堂島（英语：Themyscira (DC Comics)）的亞馬遜族（英语：Amazons (DC Comics)）公主與半神。擁有著超人的體質，擅長使用天堂島的神器來戰鬥。[10]莉莉·艾斯佩（Lilly Aspell）繼上一作後再度飾演年幼時期的黛安娜。

- 克里斯·潘恩飾演史提夫·崔佛：來自一戰的美國陸軍航空上尉兼間諜，黛安娜的已故愛人。於前作中陣亡而英勇犧牲，然而這次因黛安娜無意間向許願石祈願，而以靈魂附身於另一名男子身上的形式“復活”，並留有生前的記憶與意識。克里斯多福·普拉哈飾演史提夫所附身的英俊男子。[11]

- 克莉絲汀·薇格飾演芭芭拉·安·米諾瓦／豹女：一名生活上默默無聞的地質學家，同時研究寶石學以及神秘動物學，性格膽怯、自卑卻富有幽默感。起初跟黛安娜身為同事兼好友，然而同樣對許願石祈願而讓自己受人歡迎，同時獲得類似“頂級掠食者”的力量與速度，對願望的貪婪使她變成狂暴且嗜血的豹女。[12]

- 佩德羅·帕斯卡飾演麥斯威爾·洛德（英语：Maxwell Lord）：一名事業不順卻充滿理想和抱負的石油商人，身為「黑金企業」（Black Gold Cooperative）的創始人，靠卓越口才成為電視名人而一舉成名。原名「麥斯威爾·洛倫扎諾」（Maxwell Lorenzano），事業潦倒的他耗費精力尋找並透過許願石來改變命運，後來跟許願石融合後獲得其力量，卻也讓世界陷入混亂之中。[13][14]

- 羅蘋·萊特飾演安提奧佩將軍（英语：Antiope (comics)）：亞馬遜族戰士的將軍，希波呂忒的妹妹，黛安娜的阿姨兼訓練教官。

- 康妮·尼爾森飾演希波呂忒女王：天堂島的亞馬遜女王，黛安娜的生母。

盧西安·佩雷斯（Lucian Perez）飾演麥斯威爾的兒子艾力斯特（Alistair），阿瑪·威克飾演埃及石油大亨賽義德·賓·阿比多斯酋長（Emir Said Bin Abydos），而娜塔莎·羅斯威爾在片中飾演黛安娜的同事卡蘿（Carol）；拉維·帕特爾飾演唱片行老闆巴巴吉德（Babajide），同時身為瑪雅人後裔；加布瑞拉·王爾德飾演麥斯威爾的秘书芮凱（Raquel）；奧利佛·柯頓飾演麥斯威爾的合夥人賽門·史塔格；游朝敏飾演芭芭拉的同事傑克（Jake）。史都華·米利根飾演美國總統，而派翠克·賴斯特（Patrick Lyster）飾演美國參謀長聯席會議主席彼得森將軍（Gen. Petersen），康斯坦丁·格雷戈里則飾演一名蘇聯將領。
曾在1975年到1979年之間出演過DC電視劇《神力女超人》的琳達·卡特在片尾客串阿絲特莉亞（Asteria），身穿黃金盔甲的傳奇亞馬遜戰士，取自古希臘神話中的阿斯忒里亞。

## 製作

### 發展
2017年6月，在《神力女超人》（2017年）上映後，宣布執行製片人兼DC擴展宇宙的負責人之一傑夫·強斯和導演派蒂·珍金斯已開始著手進行續集的計劃。7月，強斯正為續集撰寫劇本。同月，《神力女超人2》在聖地牙哥動漫展上被官方正式宣布。8月，珍金斯正在和華納兄弟進行會談，有望回歸擔任導演，並於一個月後正式簽約，而主演蓋兒·加朵也將回歸飾演黛安娜·普林斯／神力女超人。9月，珍金斯帶著大衛·卡拉漢與她及強斯共同創作劇本。據傳，該片的故事將設定於冷戰，且還將會是另一個偉大的愛情故事，並讓黛安娜邂逅新的愛人角色。前期製作於2017年12月初展開，據導演透露，拍攝將計劃於2018年6月開始進行，暫定名稱代碼為「魔幻時刻」（Magic Hour）；且將於英國的華納兄弟利維斯登工作室製作。2018年3月，據報導，該片於2018年5月在英格蘭開拍；但之後延期至同年6月才開拍。2018年6月13日，該片的片名正式宣布為《神力女超人1984》。

### 選角

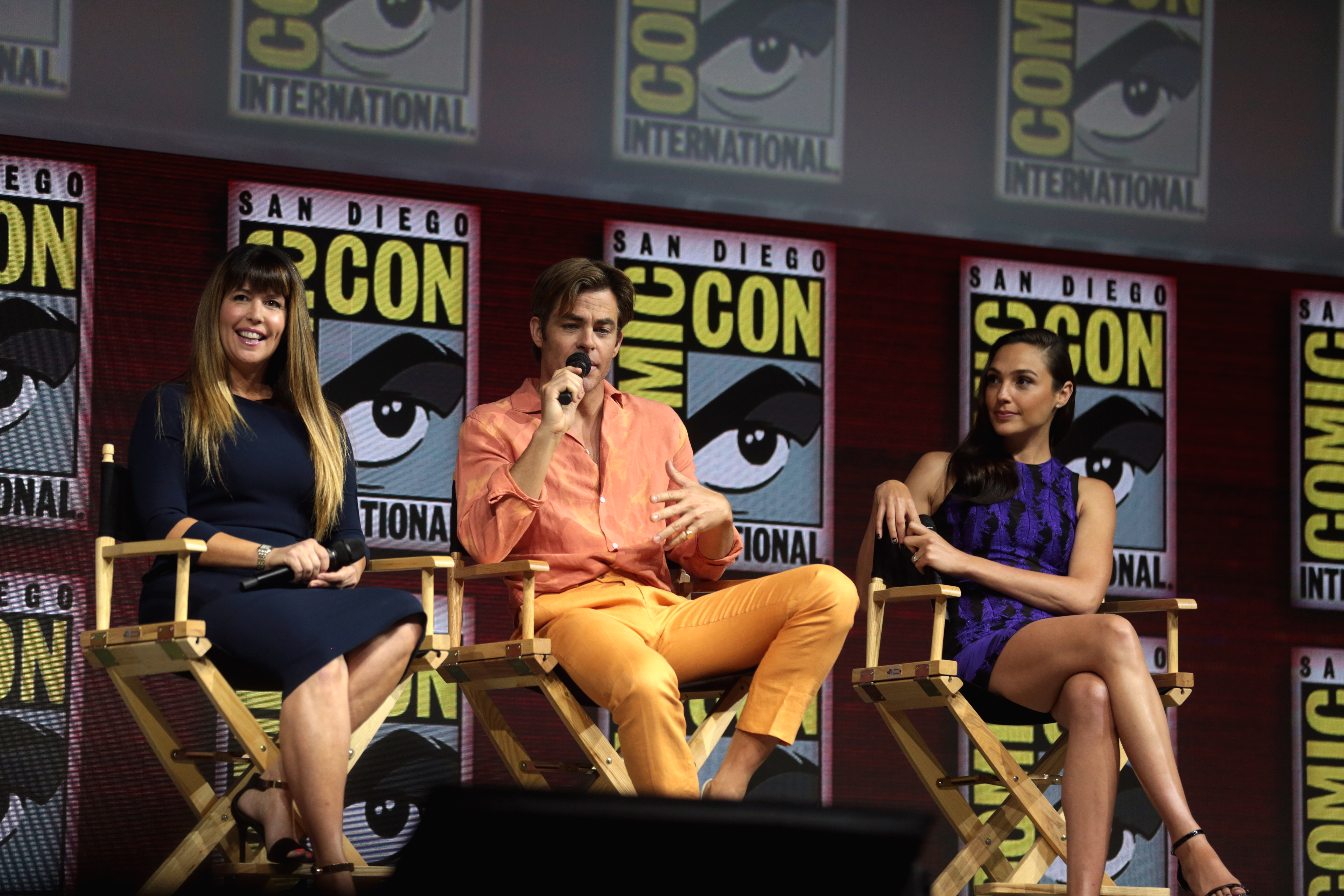
派蒂·珍金斯（左）、克里斯·潘恩（中）及蓋兒·加朵（右）出席於2018年的聖地牙哥國際動漫展。

2018年2月，克莉絲汀·薇格進入初步會談，有望飾演反派芭芭拉·安·米諾娃／豹女；在此前，據傳艾瑪·史東曾是片商看上的人選，但對方已婉拒。同年3月9日，導演珍金斯證實，薇格已獲得該角的演出。2018年3月28日，佩德羅·帕斯卡將在片中飾演關鍵角色。2018年7月24日，娜塔莎·羅斯威爾經報導指出也正式加入劇組，但角色尚未確定。
2018年7月27日，演員拉維·帕特爾、加布瑞拉·王爾德陸續加入劇組，兩人的角色暫時保密。
2018年8月27日，寶萊塢女演員桑達雅·夏爾馬（Soundarya Sharma）經由印度媒體披露也正式加入電影演出，角色依舊保密。8月底，羅蘋·萊特接受英國精品購物網站頗特女士（NET-A-PORTER）專訪中提到，她與康妮·尼爾森將以閃回方式重新分別扮演安提奧佩將軍及希波呂忒女王。2018年11月21日，據《好萊塢報導》指出，演員克里斯多福·普拉哈也將在電影中出演一角。

### 拍攝
主要拍攝於2018年6月初在華納兄弟利維斯登工作室開始進行。其他拍攝地點包括美國華盛頓哥倫比亞特區和北維吉尼亞；於2018年6月至7月間在維吉尼亞州亞歷山卓的地標購物中心及華盛頓哥倫比亞特區喬治城取景拍攝。7月中旬結束美國拍攝工作後，拍攝地點移至英國倫敦，場地包括括聖安德魯廣場，攝政公園和皇家內科醫學院。
2018年9月，拍攝工作移轉到西班牙阿爾梅里亞、富埃特文圖拉島及特內里費島。首先在阿爾梅里亞進行拍攝；中旬再移轉到特內里費島及富埃特文圖拉島；計劃至10月初結束西班牙的拍攝工作。10月，劇組再回到倫敦進行其他拍攝，拍攝地點包括帝國戰爭博物館達克斯福德分館、海德公園、薩沃伊酒店、托靈頓廣場，以及倫敦大學伯貝克學院。11月中旬，據《綜藝》報導指出，佩德羅·帕斯卡個人戲份已經完成。12月23日，歷經六個多月的拍攝，女主角加朵在社群網站宣布本片正式殺青。
2019年7月18日，根據英國媒體North Wales Live報導，劇組將在史諾多尼亞的燕子瀑布進行額外拍攝。

### 後期製作
奧斯卡提名者李察·皮爾森負責擔任該片的剪輯師。約翰·莫法特將擔任該片視覺效果總監。雙重否定（DNEG）和Framestore兩家公司負責電影視覺效果處理。

## 音樂
2018年8月22日，根據媒體Film Music Reporter報導，漢斯·季默將為電影製作配樂。他之前也為DC電影《超人：鋼鐵英雄》（2013年）及《蝙蝠俠對超人：正義曙光》（2016年）作曲。2020年8月22日，電影公司在官方社群媒體正式公布第一首數位版電影配樂〈Themyscira〉。原聲帶於2020年12月16日由水塔音樂發行。

## 發行
《神力女超人1984》於2020年12月25日在北美上映。該片最初的發行日為2019年12月13日，後改為2019年11月1日。2018年10月22日，演員加朵在社群網站宣布，該片延至2020年6月5日上映。2020年3月24日，由於受到2019冠状病毒病疫情影響，該片改至2020年8月14日在美國上映。6月，該片再度改檔為2020年10月2日。9月，該片第三次改檔為2020年12月25日聖誕節。該片在北美上映的同日也同步於HBO Max上發行一個月；海外國家仍在院線上映。

### 市場營銷
2018年6月20日，據Deadline Hollywood報導，蓋兒·加朵將參加華納兄弟影業在聖地牙哥國際動漫展（SDCC）H廳所舉辦的宣傳，活動中將帶來相關電影鏡頭畫面。同年7月21日，導演派蒂·珍金斯和演員加朵、克里斯·潘恩出席SDCC，並在活動中播放了《神力女超人1984》的部份片段。
2019年6月5日，珍金斯在個人推特中透露華納兄弟不會參加今年度的SDCC，而關於電影宣傳將於年底12月正式開始進行，同時也發布了首款電影海報。
同年10月21日，華納宣布加朵與珍金斯將參加12月8日在巴西聖保羅舉行的動漫體驗展（CCXP）的宣傳活動，首支電影預告片一同在現場發表，此外電影官方推特會進行同步直播。加朵與珍金斯也在個人社群中發表相關訊息與活動海報。電影首支預告片於聖保羅時間2019年12月8日在網上釋出。

## 反響

### 評價
《神力女超人1984》整體獲得了正面居多的評價。匯總媒體網站爛番茄基於451條評論，該片持有58%的新鮮度，平均評分為6.1／10；該網站共識：「偉大的希拉啊！《神力女超人1984》充滿了史詩般的中心和充滿活力的現實空想，證明在超級英雄電影中仍就能發現意想不到的刺激。」而在Metacritic上根據58篇影評則獲得了60分（滿分100）。

### 票房
在美國和加拿大，《神力女超人1984》於上映首週末預估能從約3000家影院中取得1000萬至1400萬美元的票房。在海外，該片於三十七個國家上映，有望取得6000萬美元左右的票房。該片首週開出1670萬美元的票房，高出COVID-19影響的預估值，但比第一部電影的上映週末少了87%。
在中國，該片首日僅取得460萬美元的失望表現，輸給890萬美元的《緊急救援》。隨後全球票房預估值降低至3500萬至4000萬美元；該片全球首週票房達3850萬美元，其中包括中國的1880萬美元。中國是首要市場，其次是臺灣（360萬美元）、泰國（200萬美元）、巴西（170萬美元）、日本（160萬美元）、墨西哥（160萬美元）、新加坡（130萬美元）、英國（120萬美元）和西班牙（110萬美元）。
臺北首週開出新臺幣2379萬的票房，全臺首週票房達9757萬。
| 上一届： 《魔物獵人》       | 2020年台北週末票房冠軍 第51-52週 | 下一届： 《靈魂急轉彎》     |
| 上一届： 《魔物獵人》       | 2020年美國週末票房冠軍 第52週    | 下一届： 《神力女超人1984》 |
| 上一届： 《神力女超人1984》 | 2021年美國週末票房冠軍 第1-2週   | 下一届： 《捍衛救援》       |

## 未來計劃

### 續集
2019年1月，在《神力女超人1984》殺青之後，導演兼聯合編劇派蒂·珍金斯表示，已經確定《神力女超人》系列電影第三部的故事大綱。她透露相較於《神力女超人1984》，第三部的背景將設定在更為現代的時期。2019年12月，導演派蒂·珍金斯和主演蓋兒·加朵表示，在完成各自的其他項目之前，短暫擱置該續集的製作。2020年12月，派蒂·珍金斯稱已經創作完成兩部續集故事。同月月底，《神力女超人1984》上映之後，華納正式宣布開發《神力女超人3》，蓋兒·加朵回歸出演女主角「神力女超人」黛安娜·普林斯，派蒂·珍金斯回歸執導影片並撰寫劇本。2021年10月，蓋兒·加朵表示《神力女超人1984》片尾中客串飾演阿絲特莉亞的琳達·卡特將回歸飾演該角色。主體拍攝計劃於2023中期開機。2022年12月，據報導，第三部《神力女超人》電影開發遭到凍結；詹金斯在此前已提交了構想，但與新任DC工作室負責人詹姆斯·岡恩和彼得·沙佛朗對DC宇宙的新興計劃相違，高層擱置了此項目。

### 衍生作
2019年12月，珍金斯宣布正在製作一部《神力女超人》的衍生電影，故事以希波呂忒和亞馬遜族為主。珍金斯將擔任執行製片人。2020年4月，珍金斯表示自己並不會執導電影。電影故事背景設定於黛安娜離開天堂島後，同時發生於《神力女超人1984》和第三部《神力女超人》電影之間。

## 備註
1. ↑  Cruel and Unusual Films已于2019年1月更名为The Stone Quarry，但公司原译名“苛刻与不同寻常影业”仍在部分地区的海报上（如中国大陆的定档海报）可见。
2. ↑  依照DC擴展宇宙上映次序。
3. ↑  依照DC擴展宇宙上映次序。

## 外部連結
- 互联网电影数据库（IMDb）上《神力女超人1984》的资料（英文）
- 爛番茄上《神力女超人1984》的資料（英文）
- Box Office Mojo上《神力女超人1984》的資料（英文）
- AllMovie上《神力女超人1984》的资料（英文）
- Metacritic上《神力女超人1984》的資料（英文）
- 開眼電影網上《神力女超人1984》的資料（繁體中文）
- 时光网上《神力女超人1984》的資料（简体中文）
- 豆瓣电影上《神力女超人1984》的資料 （简体中文）